# Olympische Winterspiele 2006/Skilanglauf – Einzel-Sprint (Frauen)
Der Skilanglauf-Sprint der Frauen bei den Olympischen Winterspielen 2006 wurde am 22. Februar 2006 in Pragelato ausgetragen. Gelaufen wurde in der freien Technik. Olympiasieger wurde die Kanadierin Chandra Crawford vor Claudia Nystad aus Deutschland und Aljona Sidko aus Russland.

## Daten
- Datum: 22. Februar 2006
- Höhenunterschied: 16 m
- Maximalanstieg: 16 m
- Totalanstieg: 37 m
- 66 Teilnehmerinnen aus 28 Ländern, davon alle in der Wertung

## Ergebnisse

### Qualifikation
| Rang | Athletin                     | Nation              | Zeit (min) | Anm. |
| ---- | ---------------------------- | ------------------- | ---------- | ---- |
| 1    | Beckie Scott                 | Kanada              | 2:12,45    | Q    |
| 2    | Arianna Follis               | Italien             | 2:12,90    | Q    |
| 3    | Lina Andersson               | Schweden            | 2:13,29    | Q    |
| 4    | Claudia Nystad               | Deutschland         | 2:13,64    | Q    |
| 5    | Aljona Sidko                 | Russland            | 2:14,54    | Q    |
| 6    | Petra Majdič                 | Slowenien           | 2:14,62    | Q    |
| 7    | Virpi Kuitunen               | Finnland            | 2:14,83    | Q    |
| 8    | Chandra Crawford             | Kanada              | 2:15,06    | Q    |
| 9    | Sara Renner                  | Kanada              | 2:15,37    | Q    |
| 10   | Kikkan Randall               | Vereinigte Staaten  | 2:15,63    | Q    |
| 11   | Aino-Kaisa Saarinen          | Finnland            | 2:15,75    | Q    |
| 12   | Anna Dahlberg                | Schweden            | 2:15,91    | Q    |
| 13   | Ella Gjømle                  | Norwegen            | 2:16,02    | Q    |
| 14   | Manuela Henkel               | Deutschland         | 2:16,04    | Q    |
| 15   | Madoka Natsumi               | Japan               | 2:16,30    | Q    |
| 16   | Wiktoryia Lapazina           | Belarus             | 2:16,36    | Q    |
| 17   | Marit Bjørgen                | Norwegen            | 2:16,38    | Q    |
| 18   | Magda Genuin                 | Italien             | 2:16,41    | Q    |
| 19   | Britta Johansson Norgren     | Schweden            | 2:16,43    | Q    |
| 20   | Olga Rotschewa               | Russland            | 2:16,43    | Q    |
| 21   | Emelie Öhrstig               | Schweden            | 2:16,75    | Q    |
| 22   | Julija Tschepalowa           | Russland            | 2:16,90    | Q    |
| 23   | Hilde Gjermundshaug Pedersen | Norwegen            | 2:17,17    | Q    |
| 24   | Kati Venäläinen              | Finnland            | 2:17,29    | Q    |
| 25   | Natalja Matwejewa            | Russland            | 2:17,73    | Q    |
| 26   | Laurence Rochat              | Schweiz             | 2:17,73    | Q    |
| 27   | Alena Procházková            | Slowakei            | 2:17,75    | Q    |
| 28   | Nobuko Fukuda                | Japan               | 2:17,82    | Q    |
| 29   | Wolha Wassiljonak            | Belarus             | 2:18,12    | Q    |
| 30   | Stefanie Böhler              | Deutschland         | 2:18,14    | Q    |
| 31   | Nicole Fessel                | Deutschland         | 2:18,35    |      |
| 32   | Seraina Mischol              | Schweiz             | 2:18,83    |      |
| 33   | Barbara Moriggl              | Italien             | 2:19,12    |      |
| 34   | Aurélie Perrillat            | Frankreich          | 2:19,28    |      |
| 35   | Wendy Kay Wagner             | Vereinigte Staaten  | 2:19,71    |      |
| 36   | Wita Jakymtschuk             | Ukraine             | 2:19,92    |      |
| 37   | Irina Terentjeva             | Litauen             | 2:20,08    |      |
| 38   | Jelena Kolomina              | Kasachstan          | 2:20,28    |      |
| 38   | Lindsay Williams             | Vereinigte Staaten  | 2:20,28    |      |
| 40   | Vesna Fabjan                 | Slowenien           | 2:20,34    |      |
| 41   | Tatjana Mannima              | Estland             | 2:20,44    |      |
| 42   | Elina Hietamäki              | Finnland            | 2:20,49    |      |
| 43   | Maryna Malets                | Ukraine             | 2:20,79    |      |
| 44   | Justyna Kowalczyk            | Polen               | 2:21,19    |      |
| 45   | Natalja Issatschenko         | Kasachstan          | 2:21,22    |      |
| 46   | Oxana Jazkaja                | Kasachstan          | 2:22,12    |      |
| 47   | Émilie Vina                  | Frankreich          | 2:22,42    |      |
| 48   | Kaili Sirge                  | Estland             | 2:22,42    |      |
| 49   | Amanda Ammar                 | Kanada              | 2:22,78    |      |
| 50   | Eva Nývltová                 | Tschechien          | 2:22,86    |      |
| 51   | Kazjaryna Rudakowa           | Belarus             | 2:23,19    |      |
| 52   | Esther Bottomley             | Australien          | 2:23,55    |      |
| 53   | Katarína Garajová            | Slowakei            | 2:23,98    |      |
| 54   | Piret Pormeister             | Estland             | 2:24,67    |      |
| 55   | Élodie Bourgeois-Pin         | Frankreich          | 2:24,77    |      |
| 56   | Man Dandan                   | Volksrepublik China | 2:25,16    |      |
| 57   | Song Bo                      | Volksrepublik China | 2:27,07    |      |
| 58   | Maja Kezele                  | Kroatien            | 2:27,16    |      |
| 59   | Monika György                | Rumänien            | 2:27,53    |      |
| 60   | Darja Starostina             | Kasachstan          | 2:27,58    |      |
| 61   | Jia Yuping                   | Volksrepublik China | 2:30,03    |      |
| 62   | Elena Gorohova               | Moldau              | 2:31,61    |      |
| 63   | Kelime Aydin                 | Türkei              | 2:33,33    |      |
| 64   | Lee Chae-won                 | Südkorea            | 2:35,47    |      |
| 65   | Liu Liming                   | Volksrepublik China | 2:35,76    |      |
| 66   | Panagiota Tsakiri            | Griechenland        | 2:43,28    |      |

### Viertelfinale

#### Viertelfinale 1
| Rang | #  | Athletin            | Nation             | Zeit (min) | Anm. |
| ---- | -- | ------------------- | ------------------ | ---------- | ---- |
| 1    | 1  | Beckie Scott        | Kanada             | 2:16,6     | Q    |
| 2    | 10 | Kikkan Randall      | Vereinigte Staaten | 2:17,8     | Q    |
| 3    | 20 | Olga Rotschewa      | Russland           | 2:18,4     |      |
| 4    | 30 | Stefanie Böhler     | Deutschland        | 2:18,5     |      |
| 5    | 21 | Emelie Öhrstig      | Schweden           | 2:19,9     |      |
| 6    | 11 | Aino-Kaisa Saarinen | Finnland           | 2:20,7     |      |

#### Viertelfinale 2
| Rang | #  | Athletin          | Nation      | Zeit (min) | Anm. |
| ---- | -- | ----------------- | ----------- | ---------- | ---- |
| 1    | 4  | Claudia Nystad    | Deutschland | 2:15,5     | Q    |
| 2    | 7  | Virpi Kuitunen    | Finnland    | 2:16,2     | Q    |
| 3    | 14 | Manuela Henkel    | Deutschland | 2:16,4     |      |
| 4    | 17 | Marit Bjørgen     | Norwegen    | 2:16,8     |      |
| 5    | 27 | Alena Procházková | Slowakei    | 2:17,9     |      |
| 6    | 24 | Kati Venäläinen   | Finnland    | 2:18,1     |      |

#### Viertelfinale 3
| Rang | #  | Athletin           | Nation    | Zeit (min) | Anm. |
| ---- | -- | ------------------ | --------- | ---------- | ---- |
| 1    | 5  | Aljona Sidko       | Russland  | 2:17,7     | Q    |
| 2    | 6  | Petra Majdič       | Slowenien | 2:17,7     | Q    |
| 3    | 26 | Laurence Rochat    | Schweiz   | 2:18,9     |      |
| 4    | 15 | Madoka Natsumi     | Japan     | 2:19,9     |      |
| 5    | 16 | Wiktoryia Lapazina | Belarus   | 2:24,8     |      |
| 6    | 25 | Natalja Matwejewa  | Russland  | 2:31,4     |      |

#### Viertelfinale 4
| Rang | #  | Athletin                 | Nation   | Zeit (min) | Anm. |
| ---- | -- | ------------------------ | -------- | ---------- | ---- |
| 1    | 12 | Anna Dahlberg            | Schweden | 2:14,3     | Q    |
| 2    | 2  | Arianna Follis           | Italien  | 2:14,7     | Q    |
| 3    | 19 | Britta Johansson Norgren | Schweden | 2:15,0     |      |
| 4    | 9  | Sara Renner              | Kanada   | 2:15,6     |      |
| 5    | 29 | Wolha Wassiljonak        | Belarus  | 2:16,6     |      |
| 6    | 22 | Julija Tschepalowa       | Russland | 2:16,6     |      |

#### Viertelfinale 5
| Rang | #  | Athletin                     | Nation   | Zeit (min) | Anm. |
| ---- | -- | ---------------------------- | -------- | ---------- | ---- |
| 1    | 8  | Chandra Crawford             | Kanada   | 2:14,2     | Q    |
| 2    | 13 | Ella Gjømle                  | Norwegen | 2:15,7     | Q    |
| 3    | 3  | Lina Andersson               | Schweden | 2:16,0     |      |
| 4    | 18 | Magda Genuin                 | Italien  | 2:17,9     |      |
| 5    | 28 | Nobuko Fukuda                | Japan    | 2:18,2     |      |
| 6    | 23 | Hilde Gjermundshaug Pedersen | Norwegen | 2:19,1     |      |

### Halbfinale

#### Halbfinale 1
| Rang | #  | Athletin       | Nation             | Zeit (min) | Anm. |
| ---- | -- | -------------- | ------------------ | ---------- | ---- |
| 1    | 4  | Claudia Nystad | Deutschland        | 2:15,5     | QA   |
| 2    | 1  | Beckie Scott   | Kanada             | 2:15,8     | QA   |
| 3    | 7  | Virpi Kuitunen | Finnland           | 2:16,3     | QB   |
| 4    | 6  | Petra Majdič   | Slowenien          | 2:18,7     | QB   |
| 5    | 10 | Kikkan Randall | Vereinigte Staaten | 2:19,1     |      |

#### Halbfinale 2
| Rang | #  | Athletin         | Nation   | Zeit (min) | Anm. |
| ---- | -- | ---------------- | -------- | ---------- | ---- |
| 1    | 8  | Chandra Crawford | Kanada   | 2:13,4     | QA   |
| 2    | 5  | Aljona Sidko     | Russland | 2:15,1     | QA   |
| 3    | 2  | Arianna Follis   | Italien  | 2:16,2     | QB   |
| 4    | 13 | Ella Gjømle      | Norwegen | 2:16,4     | QB   |
| 5    | 12 | Anna Dahlberg    | Schweden | 2:18,9     |      |

## Finale

### B-Finale
| Rang | Athletin       | Nation    | Zeit (min) |
| ---- | -------------- | --------- | ---------- |
| 5    | Virpi Kuitunen | Finnland  | 2:18,1     |
| 6    | Ella Gjømle    | Norwegen  | 2:18,2     |
| 7    | Arianna Follis | Italien   | 2:20,3     |
| 8    | Petra Majdič   | Slowenien | 2:21,5     |

### A-Finale
| Rang | Athletin         | Nation      | Zeit (min) |
| ---- | ---------------- | ----------- | ---------- |
| 1    | Chandra Crawford | Kanada      | 2:12,3     |
| 2    | Claudia Nystad   | Deutschland | 2:13,0     |
| 3    | Aljona Sidko     | Russland    | 2:13,2     |
| 4    | Beckie Scott     | Kanada      | 2:14,7     |